# 纵跳
纵跳，又称垂直起跳或垂直弹跳，是指只用肌肉力量把质心抬高的高度。纵跳对跳高、篮球、排球等运动有着非常重要的意义。一般成年男子高度在30厘米左右